# Église Sainte-Madeleine des Charpennes
Pour les articles homonymes, voir Église Sainte-Madeleine.
L'église Sainte-Madeleine est un édifice religieux catholique français, situé à Villeurbanne, dans la métropole de Lyon.

## Situation
L'église est située sur la place Wilson, dans le quartier des Charpennes.

## Histoire de la construction

### Les besoins au début duXIXesiècle
En 1774, le pont Saint-Clair (actuel pont Morand) est construit. Le franchissement du Rhône étant devenu plus aisé, sa rive gauche se peuple rapidement. En particulier, Villeurbanne devient rapidement un gros village. Le seul lieu de culte de la commune en extension est l'église saint-Julien de Cusset (aujourd'hui église saint-Athanase, réservée au culte grec-catholique), qui s'avère rapidement insuffisant. Villeurbanne faisant alors partie de l'Isère et du diocèse de Grenoble, ils adressent une pétition à Mgr Simon le 12 avril 1825 lui demandant d’autoriser la construction dans leur village, « d’une église annexe pour pouvoir assister aux offices divins ».

### Le projet et les phases de la réalisation
Le terrain réservé à la nouvelle construction a été donné par M. Chermette, et une souscription lancée pour la construction de l'édifice. Le maire de Villeurbanne donne son accord au lancement des travaux, mais pas le curé de Saint-Julien, peu enclin à voir partir des paroissiens ; son avis fait fléchir le préfet, l'évêque et le maire. Le projet n'est relancé qu'en 1840 par les habitants, qui obtiennent cette fois gain de cause. En 1842, un terrain de 2 600 m2 est donné par Mathurin Grand pour l'édification de l'église. Le manque de moyens contraint les paroissiens à choisir une église en pisé, d’une seule nef, sans sacristie, qui est inaugurée le 14 mars 1844 alors que le chantier n'est pas tout à fait terminé. Mais la faiblesse des matériaux condamne l'église : durant la crue du Rhône de 1856, l'eau arrive jusqu'aux Charpennes, et la structure en pisé subit d'irréparables dommages.
Une reconstruction intégrale est projetée, et commence en 1864. Un premier projet est présenté aux paroissiens, mais son prix (157 000 francs) les rebute, malgré des dons, notamment de la commune et du monastère de la Grande-Chartreuse. D'autre part, la guerre de 1870 retarde le démarrage du chantier, qui n'intervient réellement qu'en 1872 pour s'achever en 1873, l'église étant beaucoup plus petite que prévu.

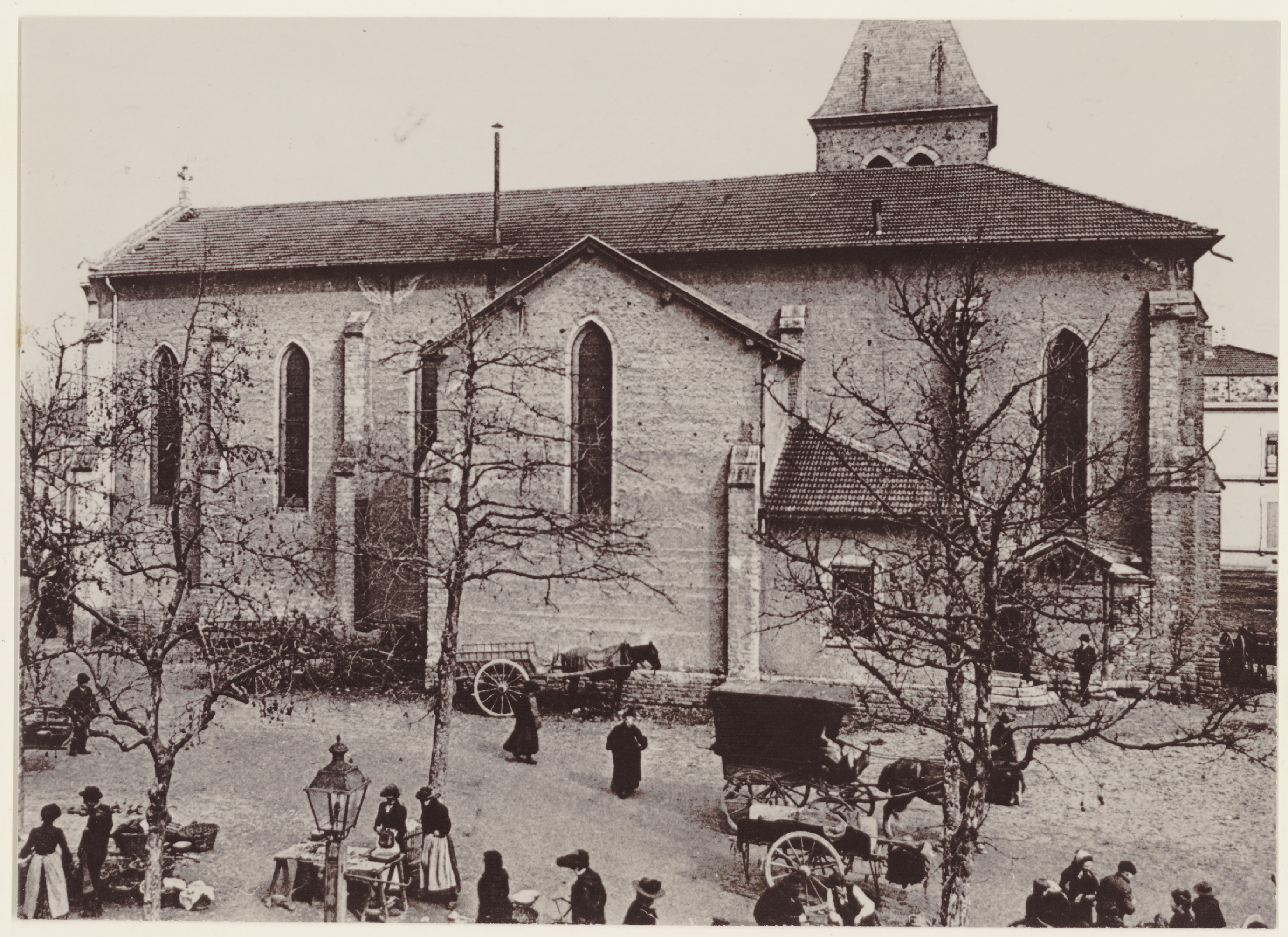
l'Église Sainte Madeleine des Charpennes en 1910.

### Le nécessaire agrandissement duXXesiècle
Durant le XXe siècle, des usines se construisent à Villeurbanne : ateliers de tulles, de soieries, de constructions mécaniques. En 1940, le quartier compte plus de 20 000 habitants. L'église de 1873 s'avère insuffisante : un premier projet d'agrandissement voit le jour en 1943, sous l'impulsion du père Veyron, mais que les difficultés liées à la fin de la guerre arrêtent. En 1955, la paroisse passe au diocèse de Lyon, qui demande une relance du projet d'agrandissement, financé par la paroisse. L'accord de la municipalité, propriétaire du terrain, arrive en 1964. L'architecte René Genin, connu notamment pour la construction du siège du Crédit agricole, dans le 15e arrondissement de Paris,, fait un projet qui respecte l'architecture ancienne. Les travaux commencent en juillet 1966 pour s'achever en septembre 1967, faisant passer l'église de 400 à 800 places.
Le 19 novembre 1967, le cardinal Renard vient consacrer le nouvel autel.
Depuis l'an 2000, la paroisse est confiée à la communauté du Chemin-Neuf, née à Lyon en 1973 dans la mouvance du renouveau charismatique,.

Le prêtre de la paroisse est le père Michel Le Piouff depuis Pâques 2015. Le vicaire est le Père Doudou Nduelo depuis septembre 2017. Tous deux membres de la communauté du Chemin Neuf. Deux diacres sont également au service de cette paroisse : Christian Di Franza depuis juin 2016 et Michel Kremer depuis septembre 2017.

## Intérieur

### Les vitraux

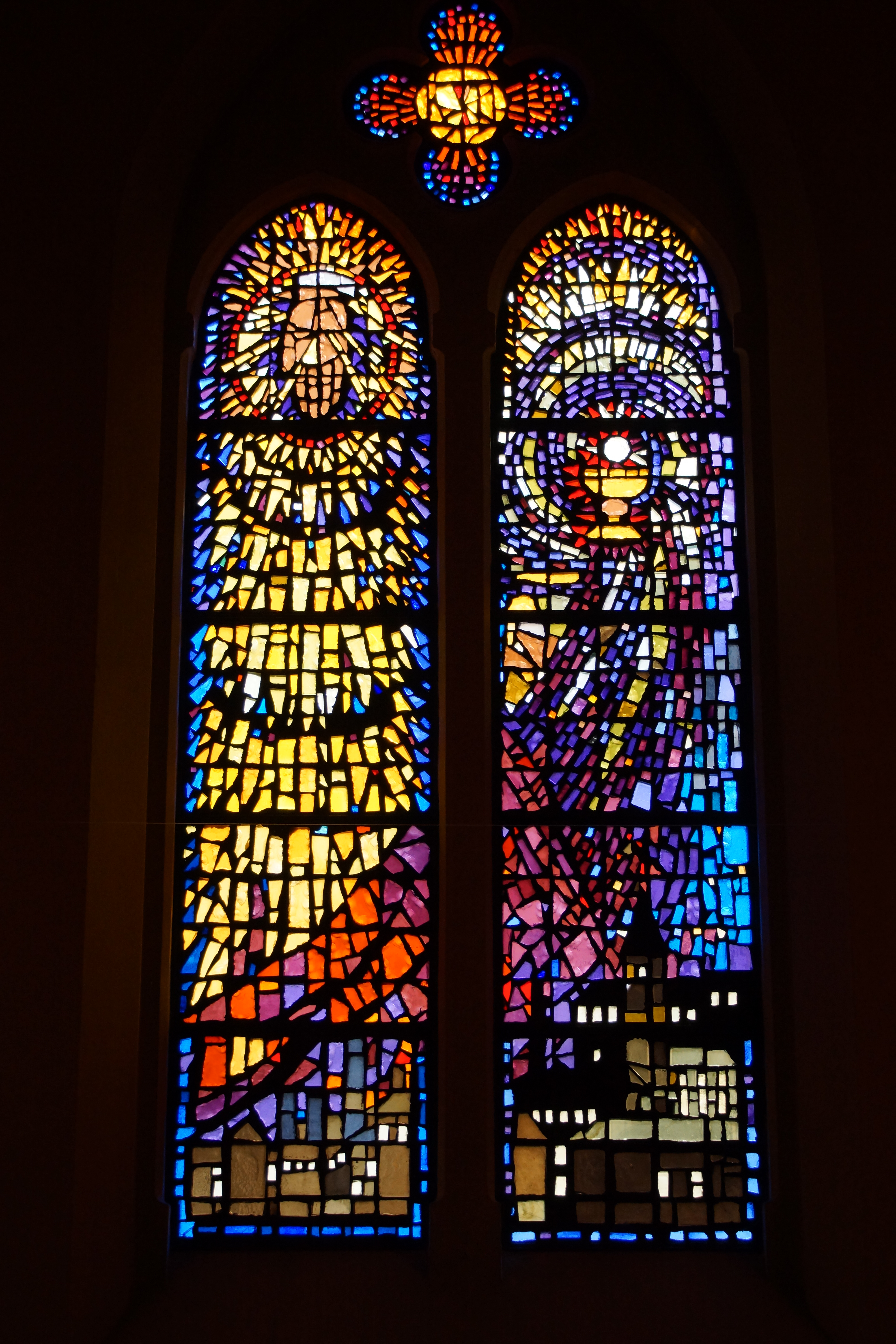
Vitrail du choeur de l'église Sainte Madeleine des Charpennes

Les vitraux ont été réalisés par Luc et Pascal Barbier. Ils sont traités en dalles de verre éclatées et jointes par du ciment. La plupart des vitraux sont non-figuratifs et offrent un dégradé allant du violet, dans le narthex, au rouge, pour le chœur, en passant par le bleu et le jaune,dans la nef. Les trois vitraux figuratifs sont :
- le vitrail du Saint-Sacrement,
- le vitrail de la Vierge
- et le vitrail de Sainte Madeleine[4].

### Le chœur
Lors de l'agrandissement de 1967, le chœur est remanié afin de se conformer à la réforme liturgique impulsée par le concile Vatican II, l'autel venant au centre du chœur et non plus au fond de l'église.

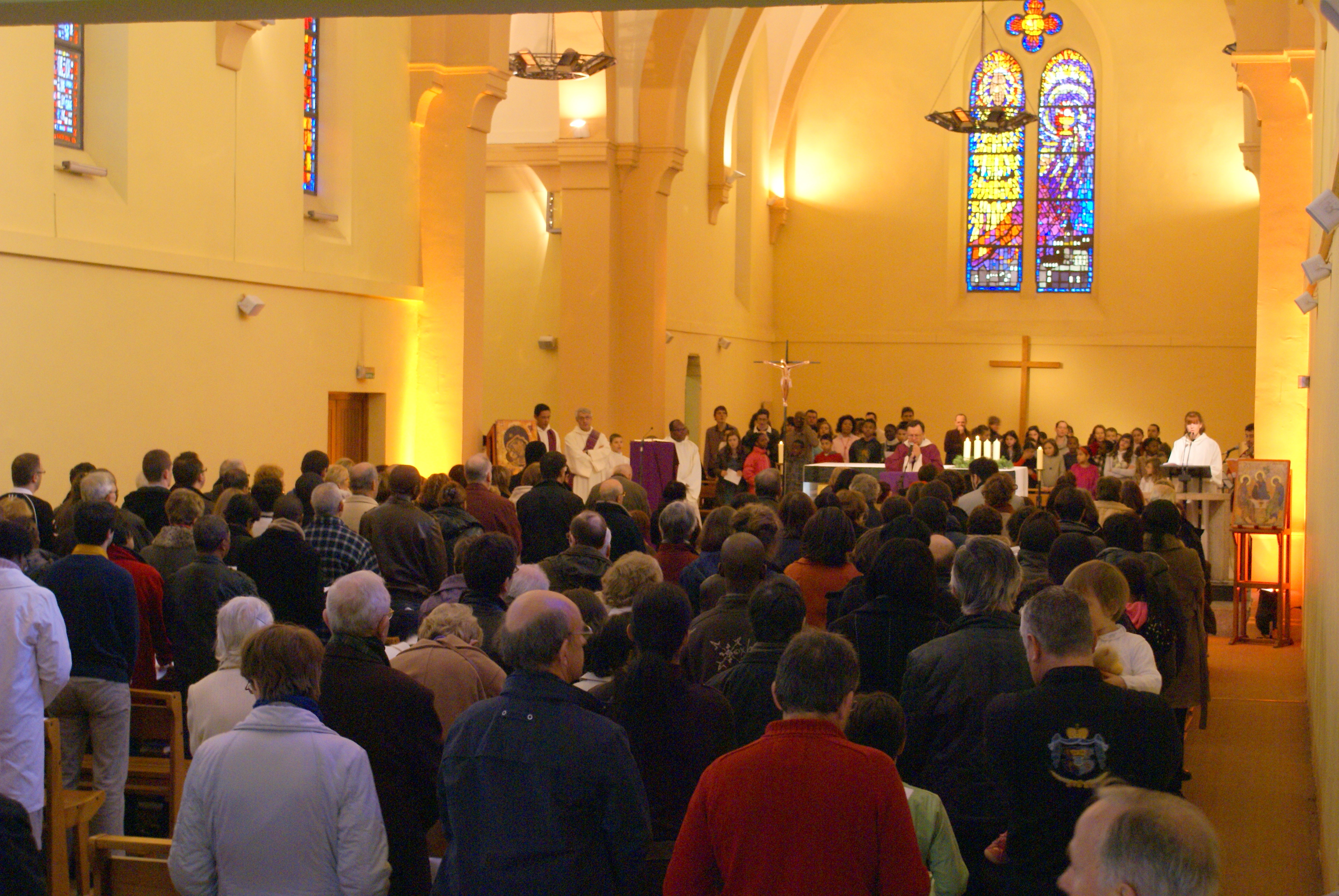
Messe à l'église Sainte Madeleine des Charpennes